# La mano che scrive

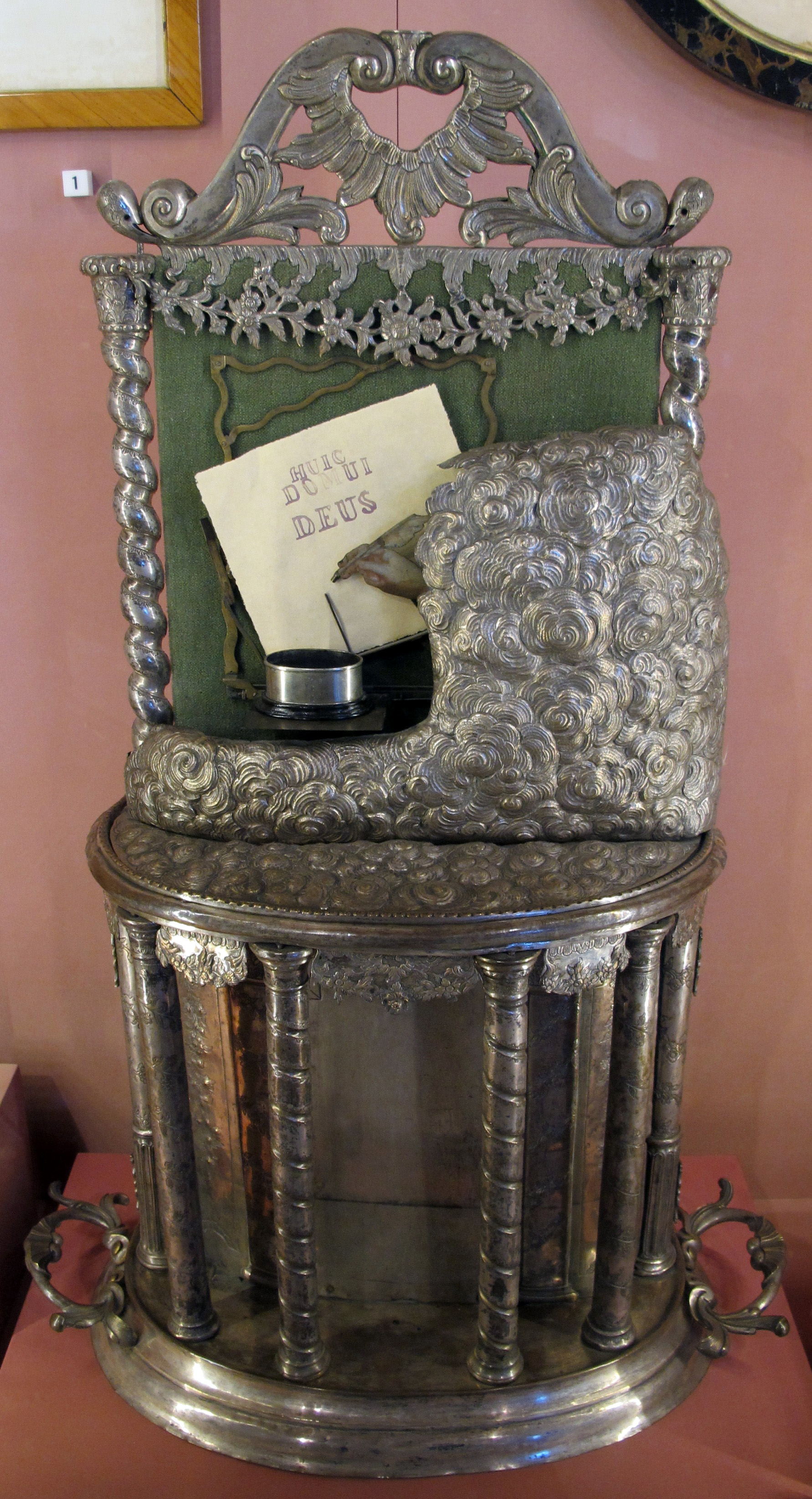
La mano che scrive al Museo Galileo di Firenze.

La mano che scrive è un gioco meccanico realizzato da Friedrich von Knaus nel 1764.

## Descrizione
Il meccanismo d'orologeria imprime ad una mano un movimento che le fa intingere la penna nel calamaio e scrivere sopra un cartoncino la frase "Huic Domui Deus / Nec metas rerum / Nec tempora ponat" [A questa Casa Dio non ponga né fini, né scadenze]. Sul metallo argentato che ricopre il meccanismo si legge "Pro patria". La macchina è dedicata dall'artefice Friedrich von Knaus alla casa di Lorena, regnante all'epoca in Toscana.
L'esemplare è conservato nella Sala X del Museo Galileo di Firenze (inv. 3195). L'opera è in rame argentato e misura un'altezza di 68 cm per 1 metro.